# Billy Butler
Billy Butler (Chicago, Illinois, 7 de junio de 1945 - 31 de marzo de 2015) fue un cantante estadounidense de soul. 
Hermano menor del también cantante de soul Jerry Butler. No logró la fama de su hermano pero durante la década de 1960 fue un potente exponente del Chicago soul. Bajo la producción de Carl Davis sus sencillos publicados por la discográfica OKeh Records sonaban inspirados en sus compañeros de discográfica Curtis Mayfield y Major Lance (mucho más exitosos que Butler). Su estilo tenía muchas influencias del góspel y el doo wop, pero también había rasgos latinos. Durante toda su etapa en dicha década estuvo acompañado del grupo de coristas The Enchanters (1963 a 1966), junto a los que consiguió hits como "I Can't Work No Longer" (1965) y "Right Track" (1966). En 1966 abandonó OKeh, y grabó para diferentes discográficas, con las que consiguió elevar los temas "Get on the Chase" (1969) y "Free Yourself" (1971). A principios de la década siguiente su trabajo como cantante empezó a cesar, pero continuó componiendo a la sombra de artistas del Chicago soul como Major Lance y Gene Chandler.

## Discografía
| Año  | Título           | Discográfica |
| ---- | ---------------- | ------------ |
| 1966 | Right track      | Mar          |
| 1977 | Sugar candy lady | Sequel       |